# Bodensee-Königssee-Radweg
De Bodensee-Königssee-Radweg (Bodenmeer-Koningsmeer-fietsroute) is een langeafstandsfietsroute in Duitsland. De route verbindt de Bodensee met de Königssee. Het traject is bewegwijzerd in twee richtingen.

## Traject
De route start in Lindau aan de Bodensee. De route loopt door de deelstaat Beieren. Het eerste deel gaat door de Allgäu en Allgäuer Alpen. De route doet onderweg diverse meren aan. In Immenstadt im Allgäu komt de route bij de rivier de Iller en volgt deze kort parallel tot aan Sonthofen (hier loopt ook de gelijknamige Iller-Radweg parallel mee).
In Füssen kan worden aangesloten op de Romantische Straße en op de Via Claudia Augusta. Hier ligt ook het Slot Neuschwanstein.
De route gaat door de Ammergauer Alpen en kruist ook de rivieren Isar en Inn. Hier kunnen dan ook de Isar-Radweg en de Inn-Radweg opgepakt worden.
Het sluitstuk van de route gaat door de Berchtesgadener Alpen en de route eindigt bij de Königssee.

## Aansluitingen met andere fietsroutes
- In Lindau sluit de route aan op de Bodensee-Radweg.
- Tussen Immenstadt im Allgäu en Sonthofen loopt de route parallel met de Iller-Radweg.
- In Füssen kruist de route de Romantische Straße.
- In Füssen kruist de route de Via Claudia Augusta.
- In Bad Tölz kruist de route de Isar-Radweg.
- In Raubling kruist de route de Inn-Radweg.
- In Bad Reichenhall kruist de route de Saalachtalradweg.